# Deutsche Badmintonmeisterschaft 1977
Die Deutsche Badmintonmeisterschaft 1977 fand vom 18. bis zum 20. Februar 1977 in Braunschweig statt.

## Medaillengewinner
| Disziplin    | Gold                                                               | Silber                                                           | Bronze                                                                         |
| ------------ | ------------------------------------------------------------------ | ---------------------------------------------------------------- | ------------------------------------------------------------------------------ |
| Herreneinzel | Michael Schnaase (1. BV Mülheim)                                   | Wolfgang Bochow (1. DBC Bonn)                                    | Roland Maywald (1. BC Beuel)                                                   |
| Herreneinzel | Michael Schnaase (1. BV Mülheim)                                   | Wolfgang Bochow (1. DBC Bonn)                                    | Karl-Heinz Zwiebler (1. BC Beuel)                                              |
| Dameneinzel  | Brigitte Steden (OSC 04 Rheinhausen)                               | Eva-Maria Kranz (1. BC Beuel)                                    | Gudrun Ziebold (1. DBC Bonn)                                                   |
| Dameneinzel  | Brigitte Steden (OSC 04 Rheinhausen)                               | Eva-Maria Kranz (1. BC Beuel)                                    | Elke Weber (VfL Wolfsburg)                                                     |
| Herrendoppel | Willi Braun (VfL Wolfsburg) Roland Maywald (1. BC Beuel)           | Gerhard Kucki (1. BV Mülheim) Karl-Heinz Garbers (1. BV Mülheim) | Torsten Winter (PSV Grün-Weiß Wiesbaden) Hugo Wilmes (PSV Grün-Weiß Wiesbaden) |
| Herrendoppel | Willi Braun (VfL Wolfsburg) Roland Maywald (1. BC Beuel)           | Gerhard Kucki (1. BV Mülheim) Karl-Heinz Garbers (1. BV Mülheim) | Horst Lösche (1. BV Mülheim) Michael Schnaase (1. BV Mülheim)                  |
| Damendoppel  | Eva-Maria Kranz (1. BC Beuel) Brigitte Steden (OSC 04 Rheinhausen) | Karin Kucki (1. BV Mülheim) Vera Martini (TuS Wiebelskirchen)    | Antonie Schwabe (1. BV Mülheim) Ingrid Morsch (Polizei SV Bremen)              |
| Damendoppel  | Eva-Maria Kranz (1. BC Beuel) Brigitte Steden (OSC 04 Rheinhausen) | Karin Kucki (1. BV Mülheim) Vera Martini (TuS Wiebelskirchen)    | Gudrun Ziebold (1. DBC Bonn) Karin Schäfers (1. BV Mülheim)                    |
| Mixed        | Roland Maywald (1. BC Beuel) Brigitte Steden (OSC 04 Rheinhausen)  | Karl-Heinz Garbers (1. BV Mülheim) Karin Kucki (1. BV Mülheim)   | Gerhard Kucki (1. BV Mülheim) Vera Martini (TuS Wiebelskirchen)                |
| Mixed        | Roland Maywald (1. BC Beuel) Brigitte Steden (OSC 04 Rheinhausen)  | Karl-Heinz Garbers (1. BV Mülheim) Karin Kucki (1. BV Mülheim)   | Wolfgang Bochow (1. DBC Bonn) Ingrid Morsch (Polizei SV Bremen)                |